# Марченко Олександр Порфирійович
Олекса́ндр Порфи́рович Ма́рченко (1913 — 23 липня 1944, Львів) — радянський вояк, танкіст в роки німецько-радянської війни, гвардії старшина.

## Біографія

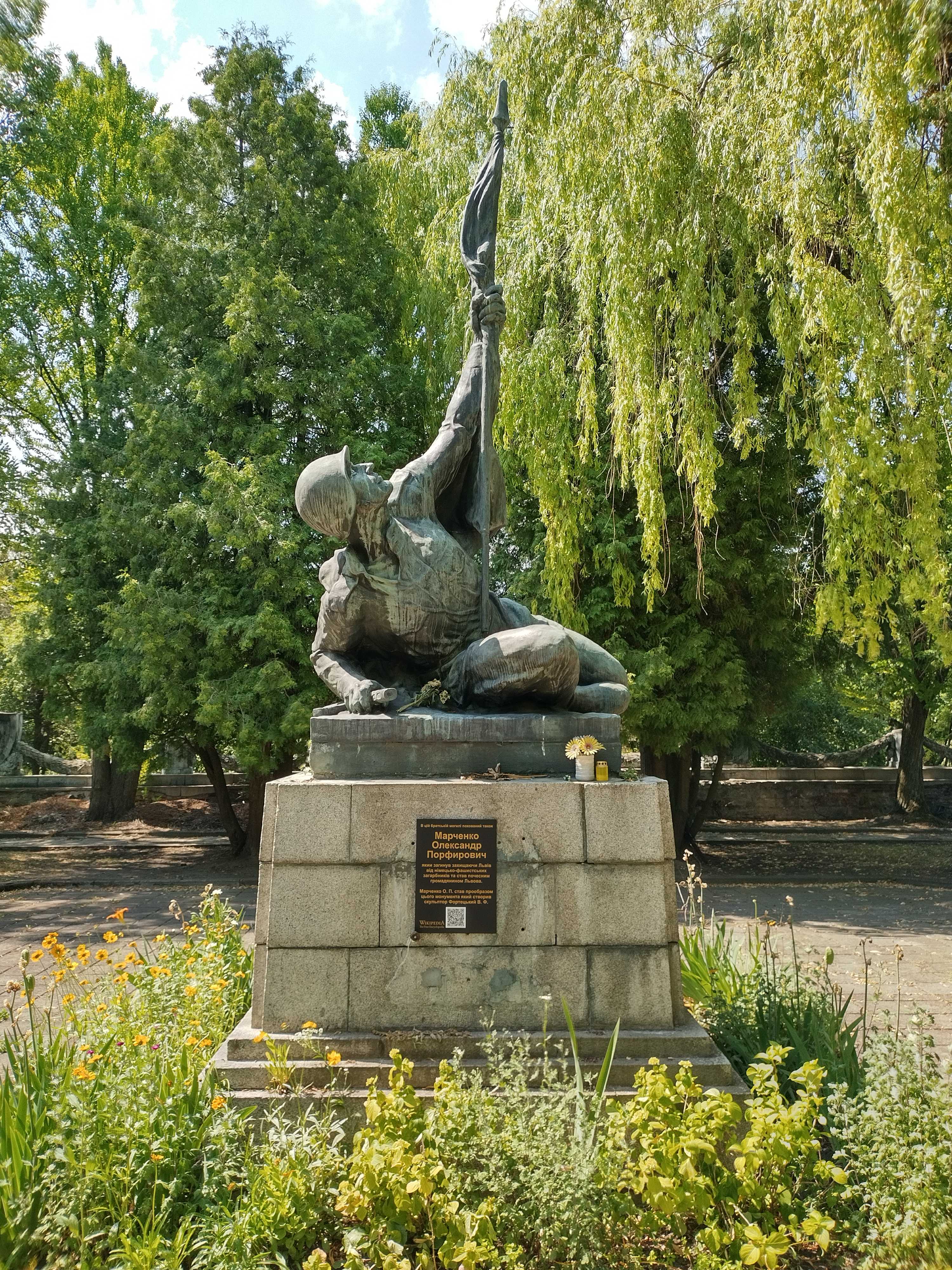
Пам'ятник "Вояк зі стягом" на могилі Олександра Марченка на Пагорбі Слави у Львові

Народився 1913 року в Україні. Після евакуації на Південний Урал 1943 року пішов на фронт добровольцем. Воював у 63-й Челябінській гвардійській добровольчій танковій бригаді під командуванням двічі Героя Радянського Союзу  М. Г. Фомічова, яка діяла у складі 10-го гвардійського Уральського добровольчого танкового корпусу, і першою увірвалася в місто Львів, де на вулицях стародавнього міста протягом шести днів вела бої з частинами Вермахту. Бився радист А. Марченко на танку Т-34-76 «Гвардія» під командуванням лейтенанта А. В. Додонова в екіпажі з механіком-водієм старшиною Ф. П. Сурковим і баштовим стрільцем І. І. Мельниченком. 23 липня 1944 року екіпажу було наказано прорватися до центру міста і поставити червоний прапор на Львівської ратуші. Марченко, який добре знав місто, вказував дорогу. Діючи рішуче, танк «Гвардія» першим увірвався на центральну площу Львова до самого під'їзду ратуші. Марченко з групою автоматників, перебивши охорону магістрату, увірвався в будівлю, піднявся на вежу і поставив стяг. На виході з будівлі Олександр був поранений. При спробі евакуації на броні Марченко був удруге поранений уламком гарматня, що потрапив в танк, цього разу — смертельно. Після загибелі бойового товариша екіпаж танка ще 6 діб вів бої в місті, знищивши 8 танків і до 100 вояків. У бою загинув командир танка лейтенант Додонов. Сурков і Мельниченко змогли знищити ще 6 гармат і склад боєприпасів, після чого танк був підбитий «Пантерою». Важко поранених танкістів, що вибралися з танка, підібрали місцеві мешканці, що передали їх розвідникам, які доправили Суркова і Мельниченка до шпиталю.
Реальні подробиці подвигу та загибелі Олександра Марченка, а також танкових боїв у Львові в липні 1944 року відображені у нарисі українського дослідника О. В. Вуса.

## Пам'ять
Олександр Марченко став першим почесним громадянином Львова.
На його честь на будівлі Львівської міської Ради було встановлено меморіальну таблицю з написом: «На вежі цього будинку 23 липня 1944 р. гвардії старшина Олександр Марченко підняв червоний прапор, як знак звільнення м. Львова від німецько-фашистських загарбників».
О. Марченко був похований на львівському Пагорбі Слави. На братській могилі вояків-танкістів на меморіалі «Пагорб Слави» встановлена скульптура «Вояк зі стягом» (скульптор В. Ф. Форостецкий). Прообразом для цього монумента став танкіст Олександр Марченко. У Челябінську на честь загиблого танкіста О. Марченка названа вулиця. Раніше ім'ям Марченка також була названа одна з вулиць Львова, але в 1993 році вона була перейменована у вулицю Тершаковців.
1986 року Львівській дитячій залізниці було присвоєне ім'я Марченка Олександра Порфирійовича.

## Нагороди
- Орден Вітчизняної війни I ступеня (13 серпня 1944 року)
- Орден Червоної Зірки (24 квітня 1944 року)
- Медаль «За бойові заслуги» (9 серпня 1943 року)